# Estonsko na Eurovision Song Contest
Estonsko se zúčastnilo 30 ročníků soutěže Eurovision Song Contest, poprvé v roce 1994. Země se plánovala zúčastnit již o rok dříve, jelikož ale o debut v soutěži usilovalo 7 zemí, uspořádala Evropská vysílací unie předkolo, ze kterého se Estonsko nekvalifikovalo. Současným estonským vysílatelem, který se soutěže účastní, je Eesti Rahvusringhääling (ERR).
Země vyhrála jeden ročník, v roce 2001 získali nejvíce bodů Tanel Padar, Dave Benton a 2XL s písní „Everybody“. Jednalo se o první vítězství státu z bývalé postsovětské republiky a teprve druhé vítězství země z východní Evropy. O rok později, kdy Estonsko Eurovizi pořádalo v Tallinnu, se země umístila na třetím místě zásluhou Sahlene se skladbou „Runaway“.
Od zavedení semifinálových kol v roce 2004 Estonsko nepostoupilo do finále 10krát.

## Výsledky
| Rok                    | Interpret                      | Píseň                                                | Jazyk                       | Finále                      | Finále                      | Semifinále    | Semifinále    |
| Rok                    | Interpret                      | Píseň                                                | Jazyk                       | Pořadí                      | Body                        | Pořadí        | Body          |
| ---------------------- | ------------------------------ | ---------------------------------------------------- | --------------------------- | --------------------------- | --------------------------- | ------------- | ------------- |
| 1993                   | Janika Sillamaa                | „Muretut meelt ja südametuld“                        | estonština                  | Kvalifikacija za Millstreet | Kvalifikacija za Millstreet | 5.            | 47            |
| 1994                   | Silvi Vrait                    | „Nagu merelaine“                                     | estonština                  | 24.                         | 2                           | nekonalo se   | nekonalo se   |
| bez účasti v roce 1995 |                                |                                                      |                             |                             |                             |               |               |
| 1996                   | Maarja-Liis Ilus a Ivo Linna   | „Kaelakee hääl“                                      | estonština                  | 5.                          | 94                          | 5.            | 106           |
| 1997                   | Maarja                         | „Keelatud maa“                                       | estonština                  | 8.                          | 82                          | nekonalo se   | nekonalo se   |
| 1998                   | Koit Toome                     | „Mere lapsed“                                        | estonština                  | 12.                         | 36                          | nekonalo se   | nekonalo se   |
| 1999                   | Evelin Samuel a Camille        | „Diamond of Night“                                   | angličtina                  | 6.                          | 90                          | nekonalo se   | nekonalo se   |
| 2000                   | Ines                           | „Once in a Lifetime“                                 | angličtina                  | 4.                          | 98                          | nekonalo se   | nekonalo se   |
| 2001                   | Tanel Padar, Dave Benton a 2XL | „Everybody“                                          | angličtina                  | 1.                          | 198                         | nekonalo se   | nekonalo se   |
| 2002                   | Sahlene                        | „Runaway“                                            | angličtina                  | 3.                          | 111                         | nekonalo se   | nekonalo se   |
| 2003                   | Ruffus                         | „Eighties Coming Back“                               | angličtina                  | 21.                         | 14                          | nekonalo se   | nekonalo se   |
| 2004                   | Neiokõsõ                       | „Tii“                                                | võruština                   | nepostup                    | nepostup                    | 11.           | 57            |
| 2005                   | Suntribe                       | „Let's Get Loud“                                     | angličtina                  | nepostup                    | nepostup                    | 20.           | 31            |
| 2006                   | Sandra                         | „Through My Window“                                  | angličtina                  | nepostup                    | nepostup                    | 18.           | 28            |
| 2007                   | Gerli Padar                    | „Partners in Crime“                                  | angličtina                  | nepostup                    | nepostup                    | 22.           | 33            |
| 2008                   | Kreisiraadio                   | „Leto svet“                                          | srbština, němčina, finština | nepostup                    | nepostup                    | 18.           | 8             |
| 2009                   | Urban Symphony                 | „Rändajad“                                           | estonština                  | 6.                          | 129                         | 3.            | 115           |
| 2010                   | Malcolm Lincoln                | „Siren“                                              | angličtina                  | nepostup                    | nepostup                    | 14.           | 39            |
| 2011                   | Getter Jaani                   | „Rockefeller Street“                                 | angličtina                  | 24.                         | 44                          | 9.            | 60            |
| 2012                   | Ott Lepland                    | „Kuula“                                              | estonština                  | 6.                          | 120                         | 4.            | 100           |
| 2013                   | Birgit                         | „Et uus saaks alguse“                                | estonština                  | 20.                         | 19                          | 10.           | 52            |
| 2014                   | Tanja                          | „Amazing“                                            | angličtina                  | nepostup                    | nepostup                    | 12.           | 36            |
| 2015                   | Elina Born a Stig Rästa        | „Goodbye to Yesterday“                               | angličtina                  | 7.                          | 106                         | 3.            | 105           |
| 2016                   | Jüri Pootsmann                 | „Play“                                               | angličtina                  | nepostup                    | nepostup                    | 18.           | 24            |
| 2017                   | Koit Toome a Laura             | „Verona“                                             | angličtina                  | nepostup                    | nepostup                    | 14.           | 85            |
| 2018                   | Elina Nechayeva                | „La forza“                                           | italština                   | 8.                          | 245                         | 5.            | 201           |
| 2019                   | Victor Crone                   | „Storm“                                              | angličtina                  | 20.                         | 76                          | 4.            | 198           |
| 2020                   | Uku Suviste                    | „What Love Is“                                       | angličtina                  | ročník zrušen               | ročník zrušen               | ročník zrušen | ročník zrušen |
| 2021                   | Uku Suviste                    | „The Lucky One“                                      | angličtina                  | nepostup                    | nepostup                    | 13.           | 58            |
| 2022                   | Stefan                         | „Hope“                                               | angličtina                  | 13.                         | 141                         | 5.            | 209           |
| 2023                   | Alika                          | „Bridges“                                            | angličtina                  | 8.                          | 168                         | 10.           | 74            |
| 2024                   | 5miinust a Puuluup             | „(Nendest) narkootikumidest ei tea me (küll) midagi“ | estonština                  | 20.                         | 37                          | 6.            | 79            |
| 2025                   | Tommy Cash                     | „Espresso Macchiato“                                 | angličtina, italština       | 3.                          | 356                         | 5.            | 113           |

| Legenda | Legenda                              |
| ------- | ------------------------------------ |
| 1       | 1. místo                             |
| 2       | 2. místo                             |
| 3       | 3. místo                             |
| ◁       | poslední místo                       |
| X       | interpret vybrán, ale nezúčastnil se |

## Galerie

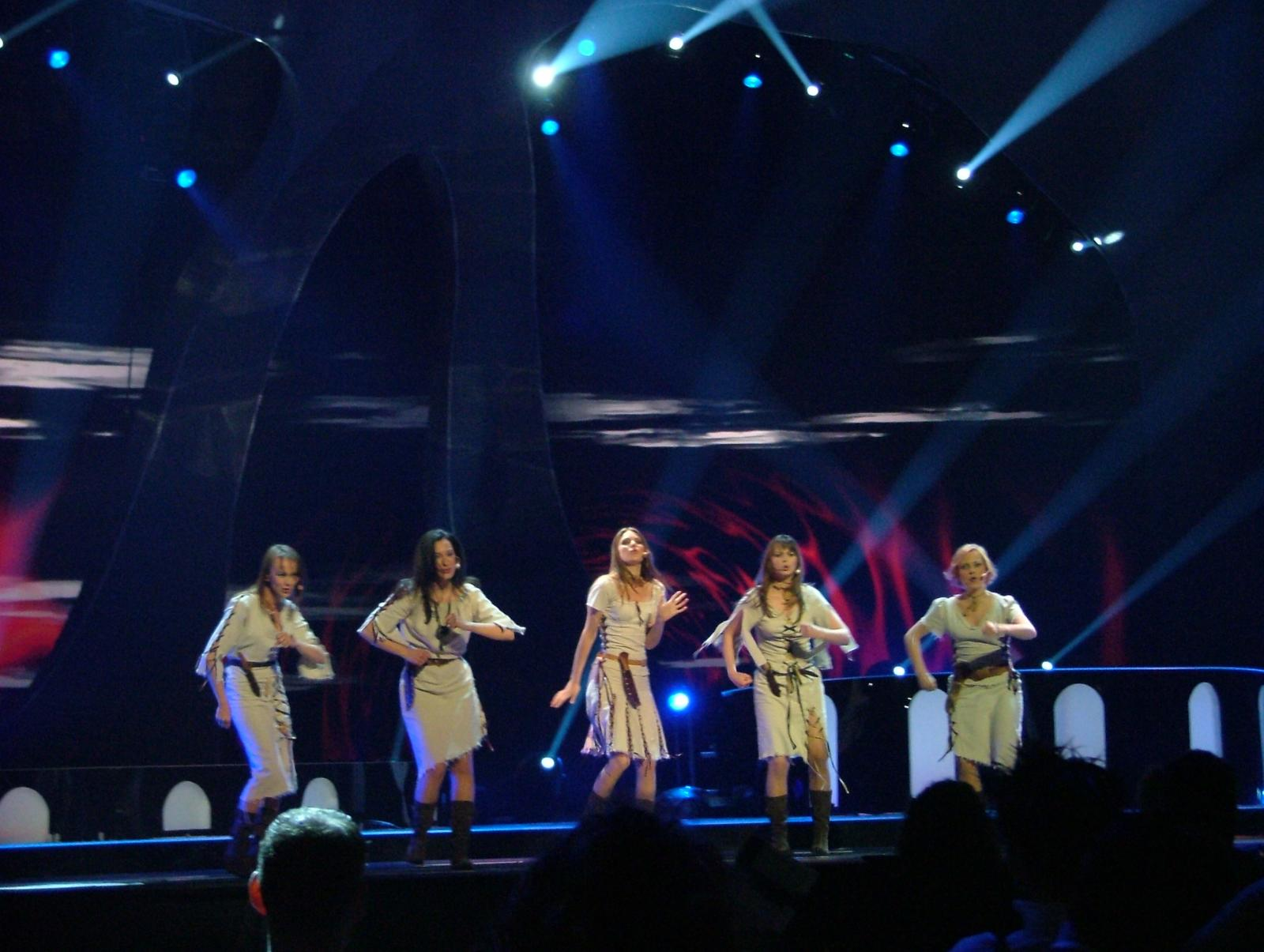
Neiokõsõ v Istanbulu (2004)
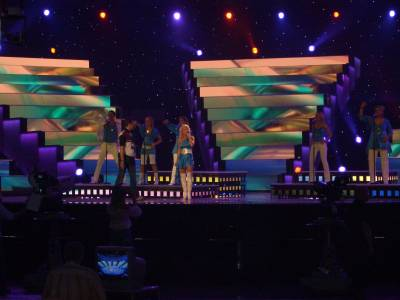
Sandra Oxenryd v Athénách (2006)
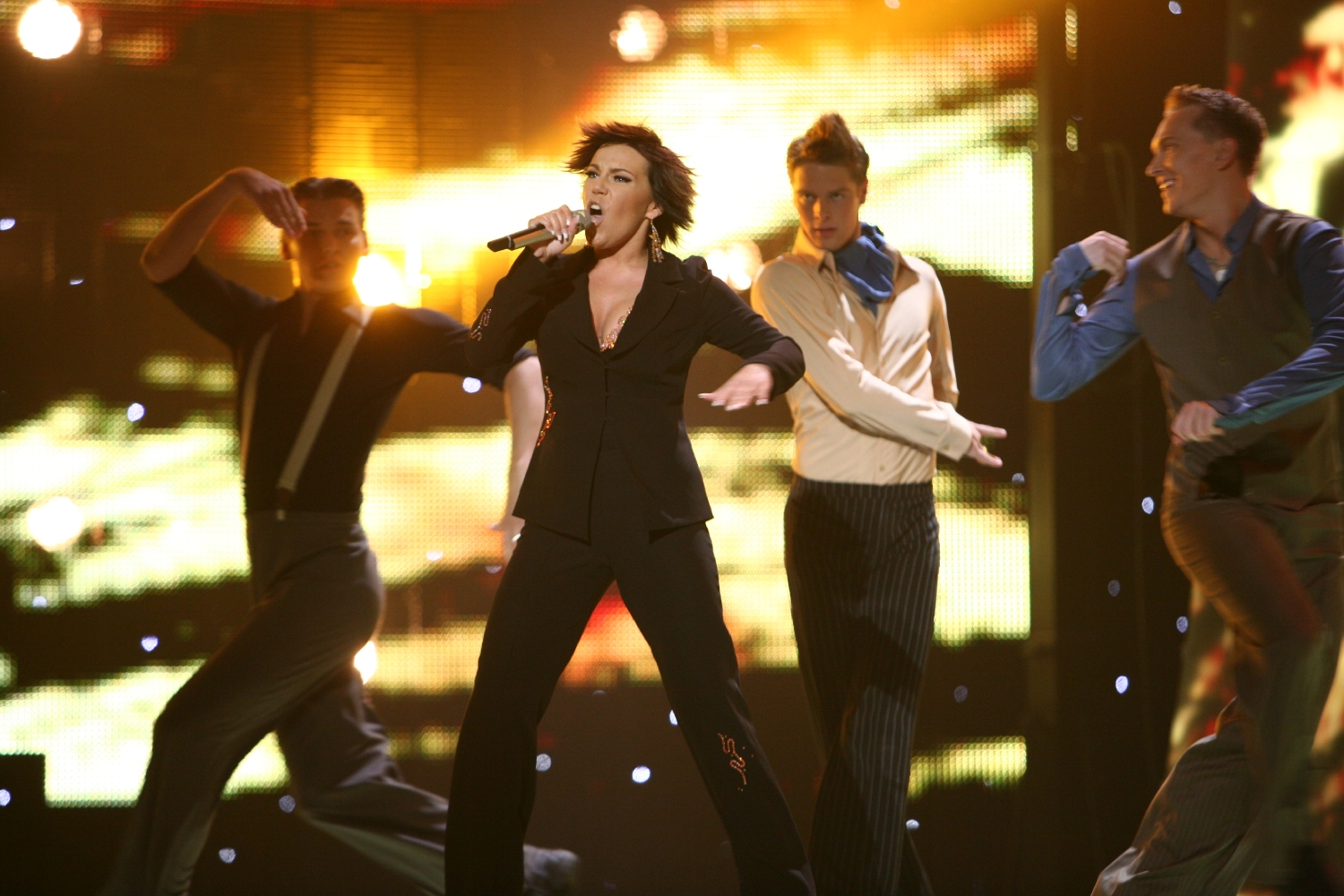
Gerli Padar v Helsinkách (2007)
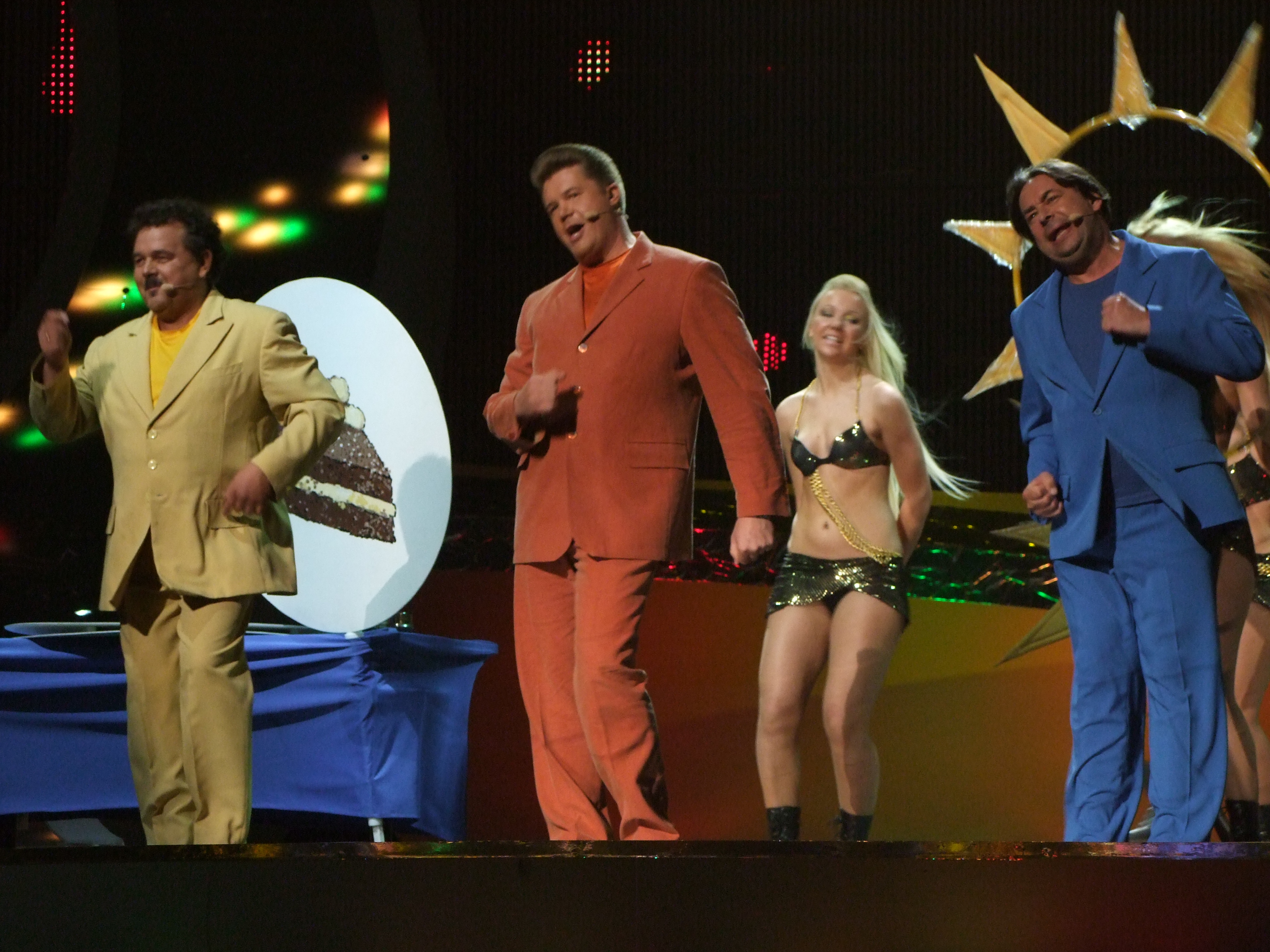
Kreisiraadio v Bělehradu (2008)
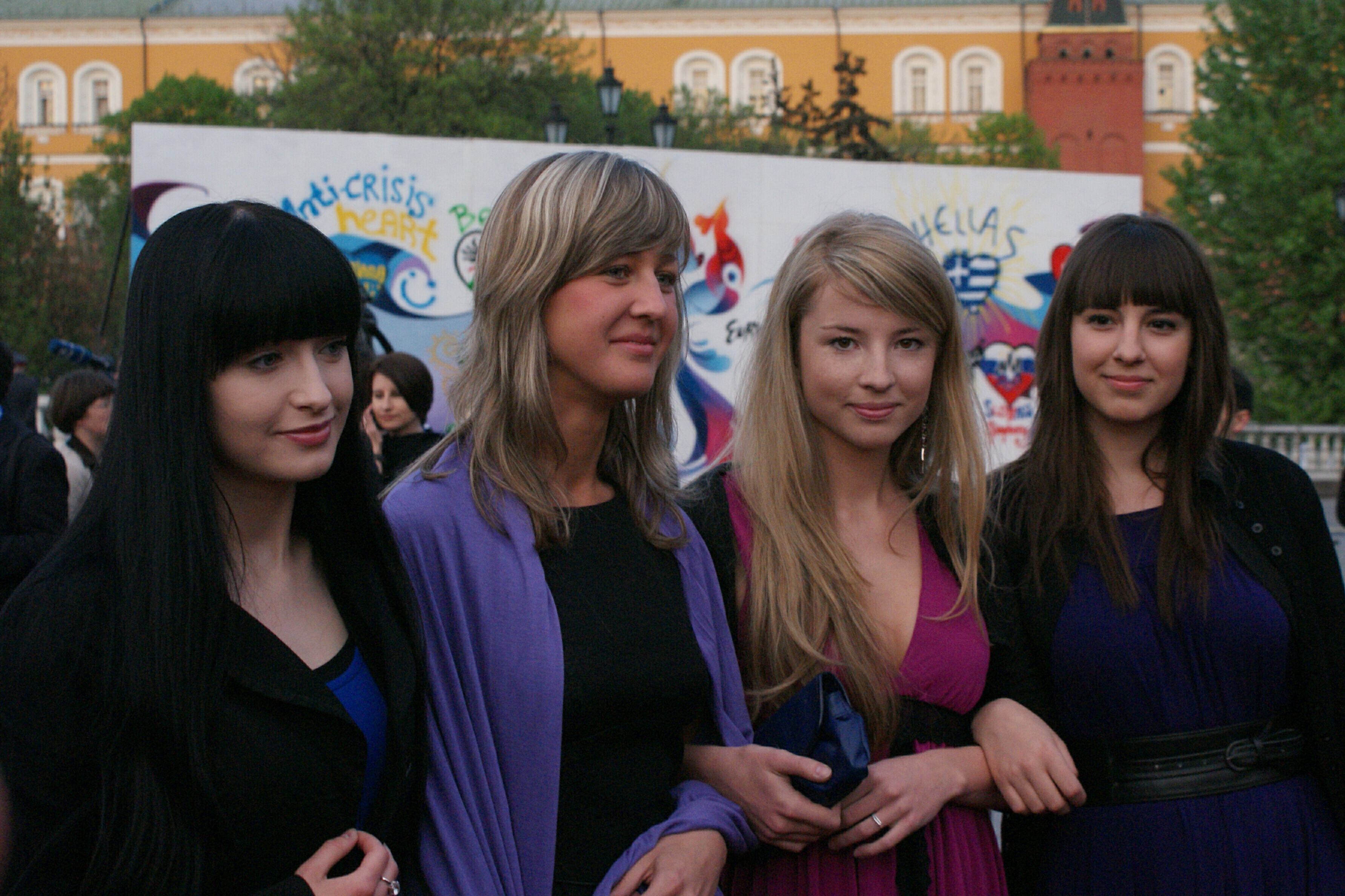
Urban Symphony v Moskvě (2009)
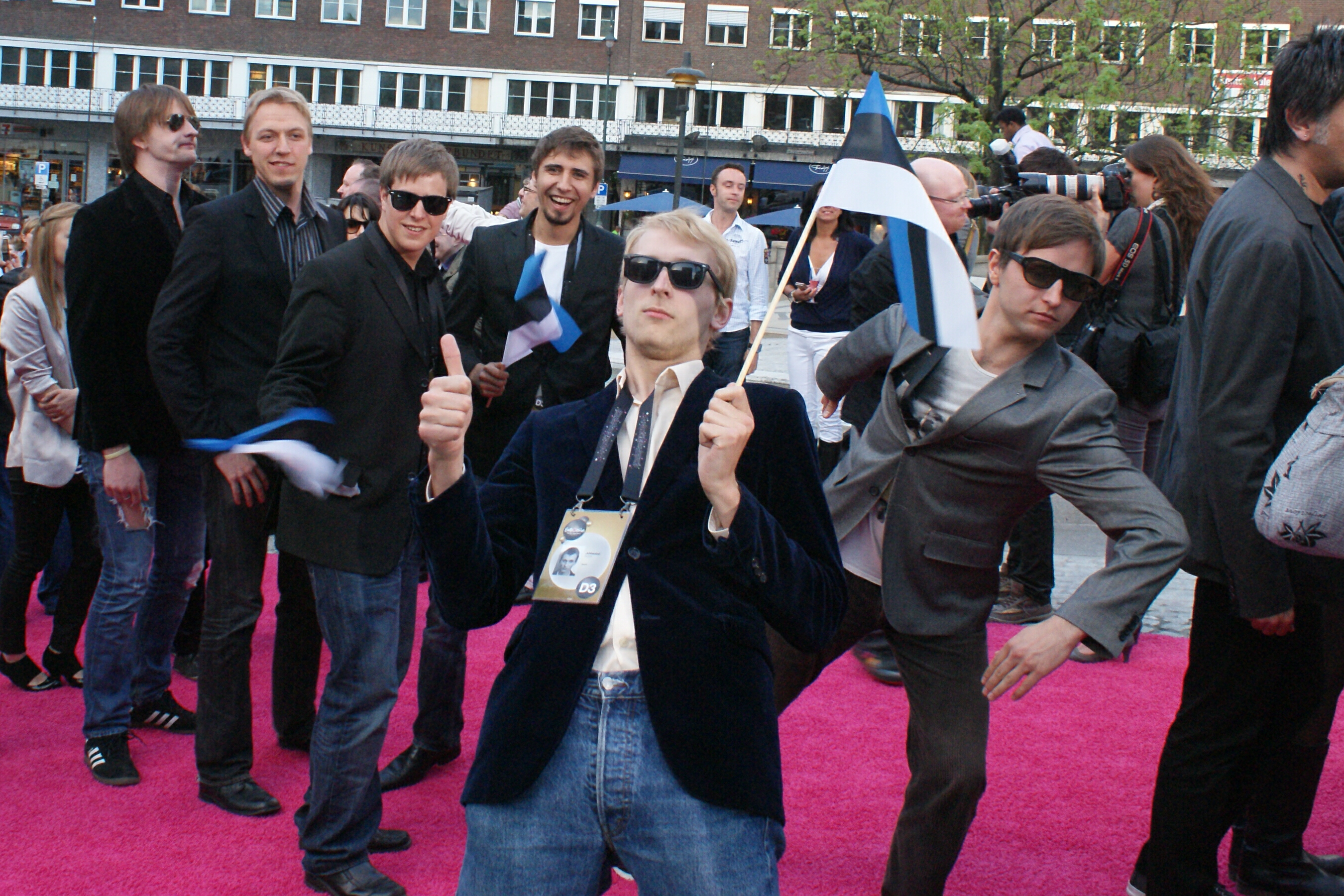
Malcolm Lincoln v Oslu (2010)
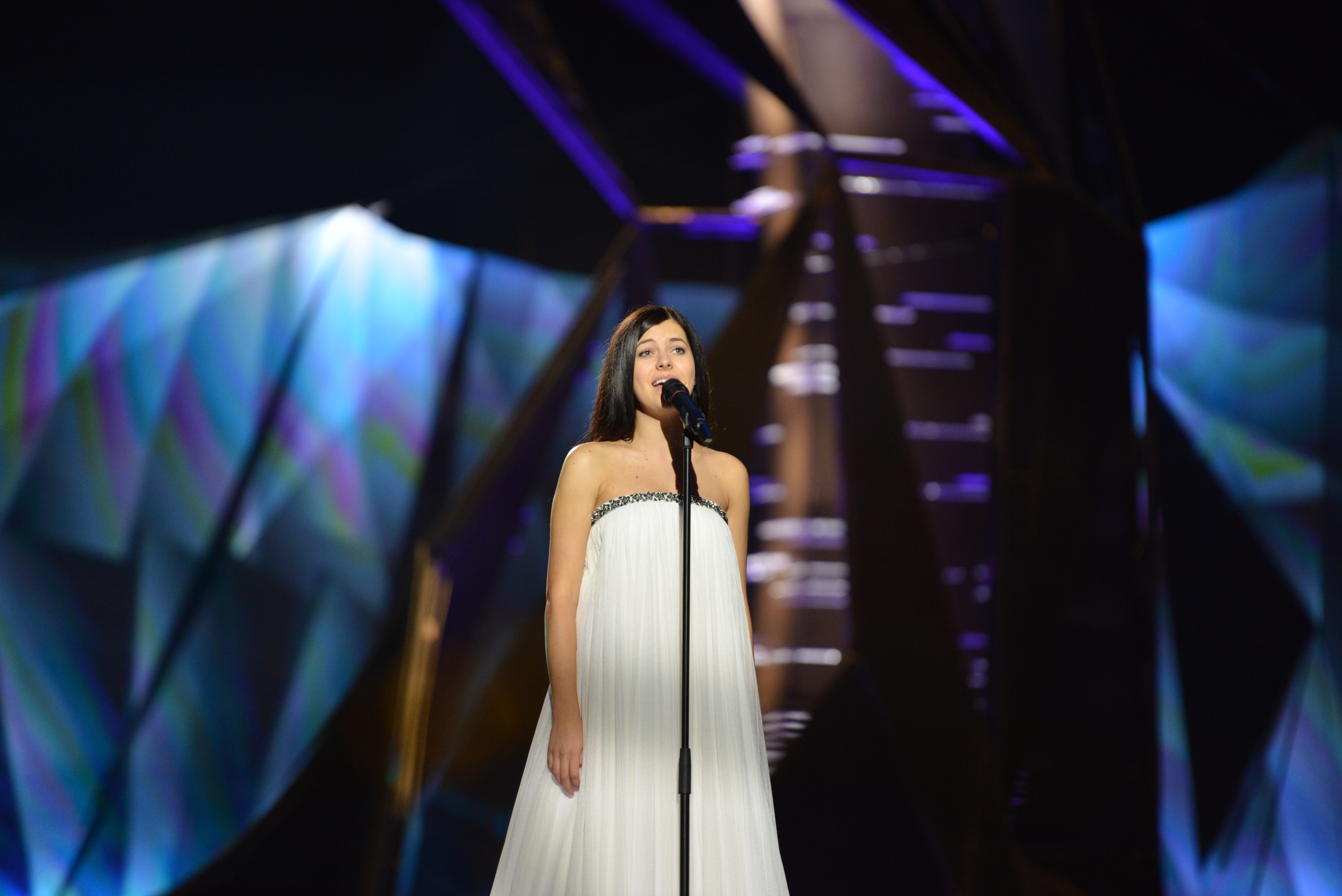
Birgit Õigemeel v Malmö (2013)
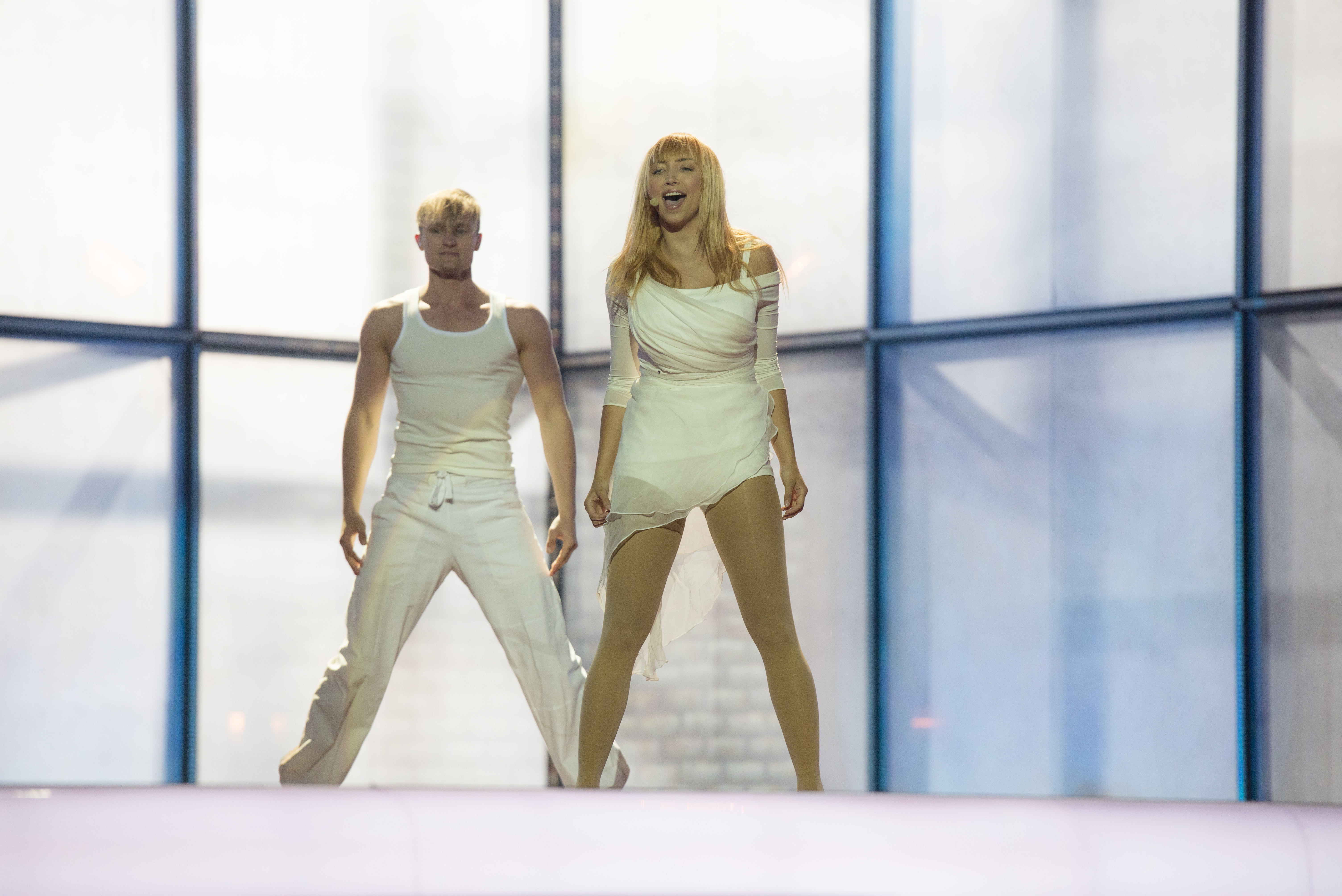
Tanja v Kodani (2014)
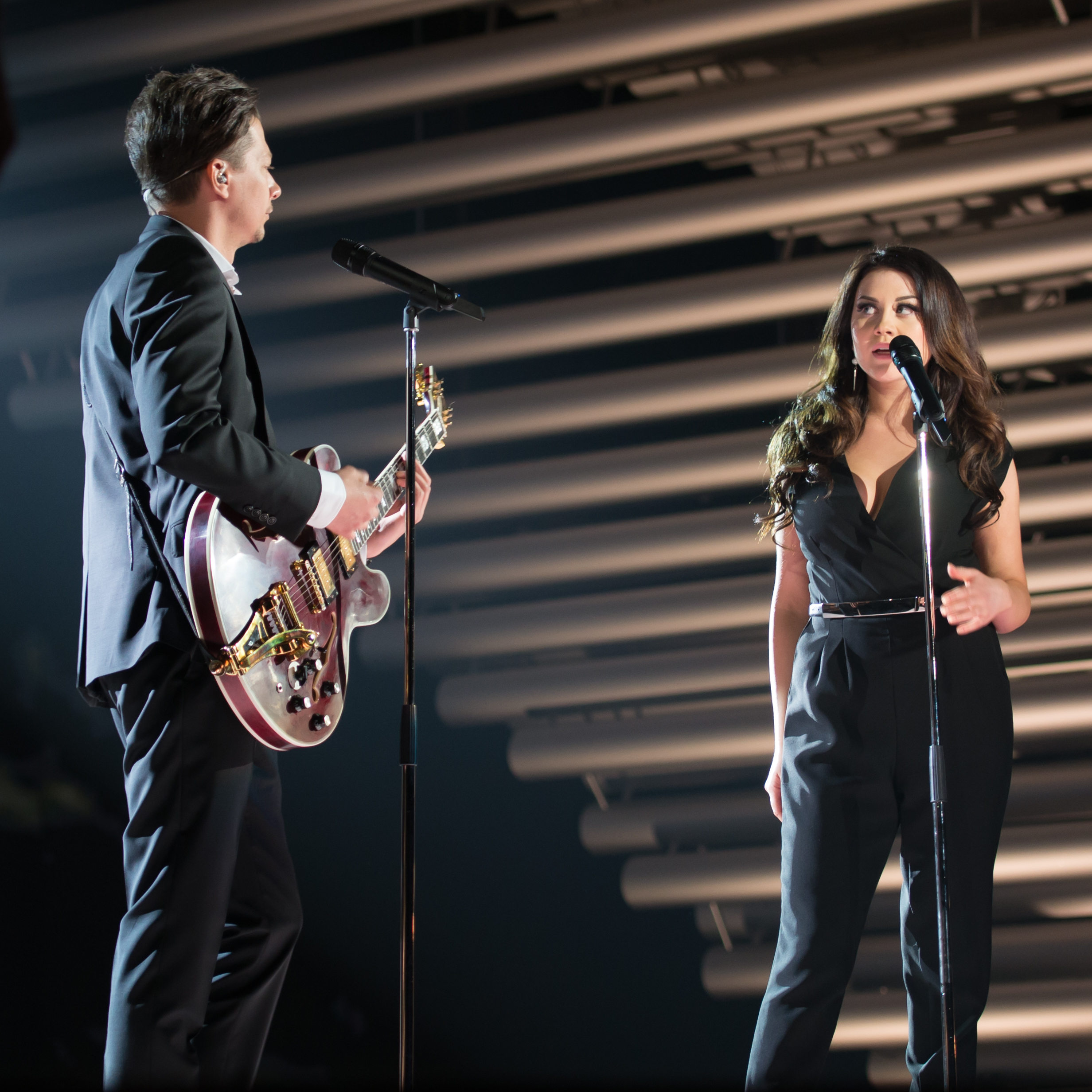
Elina Born a Stig Rästa ve Vídni (2015)
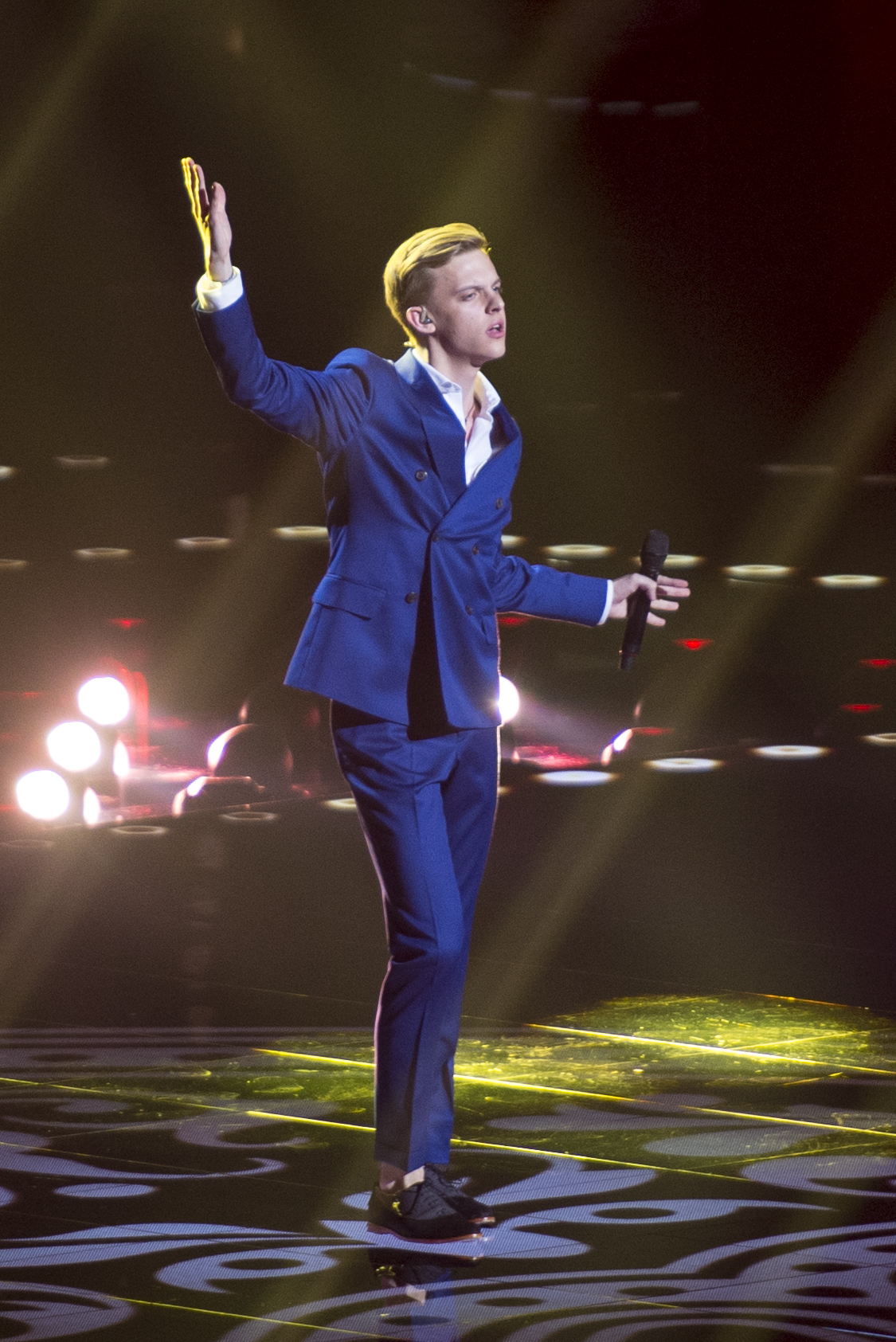
Jüri Pootsmann ve Stockholmu (2016)
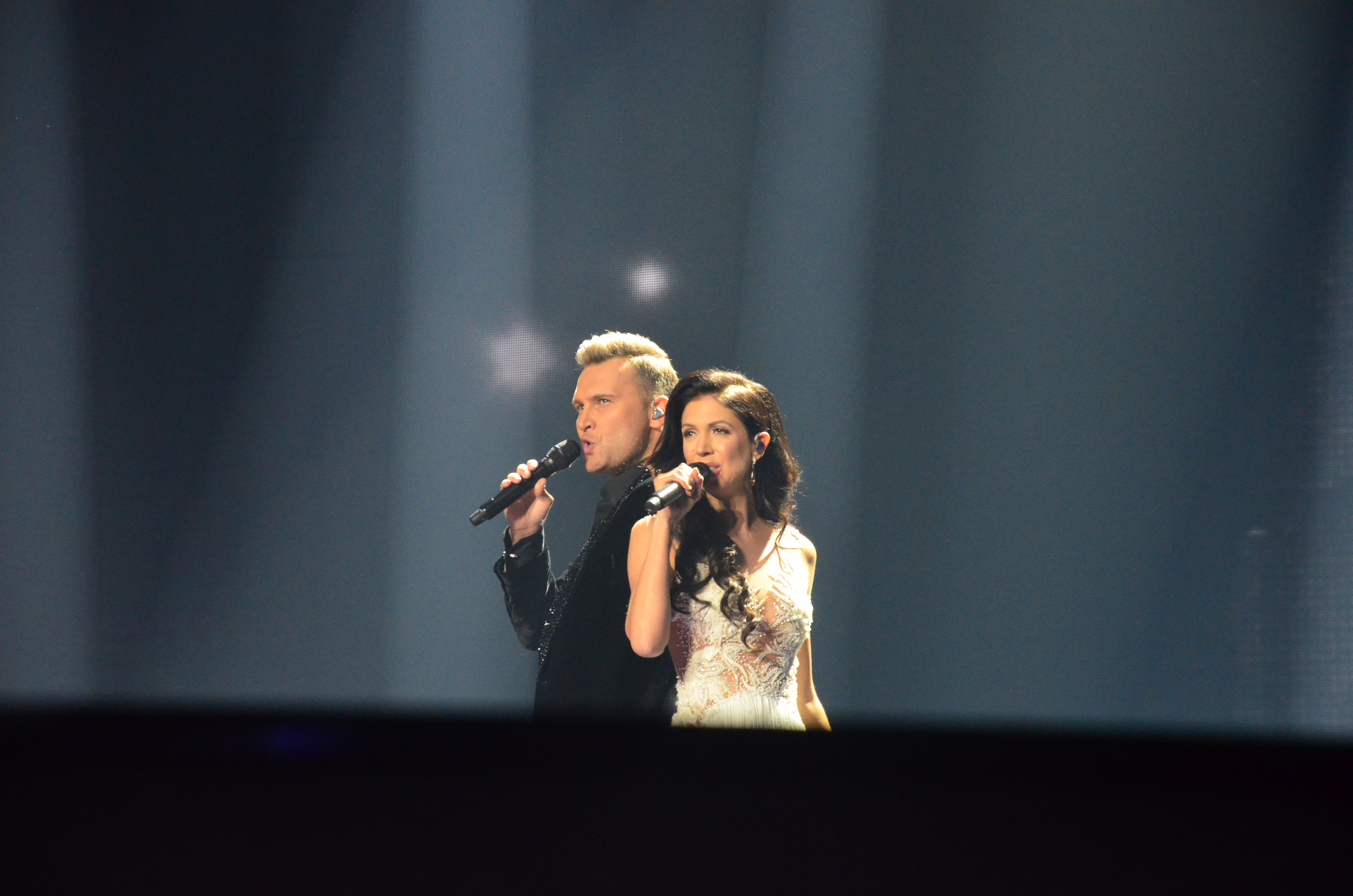
Koit Toome a Laura v Kyjevě (2017)
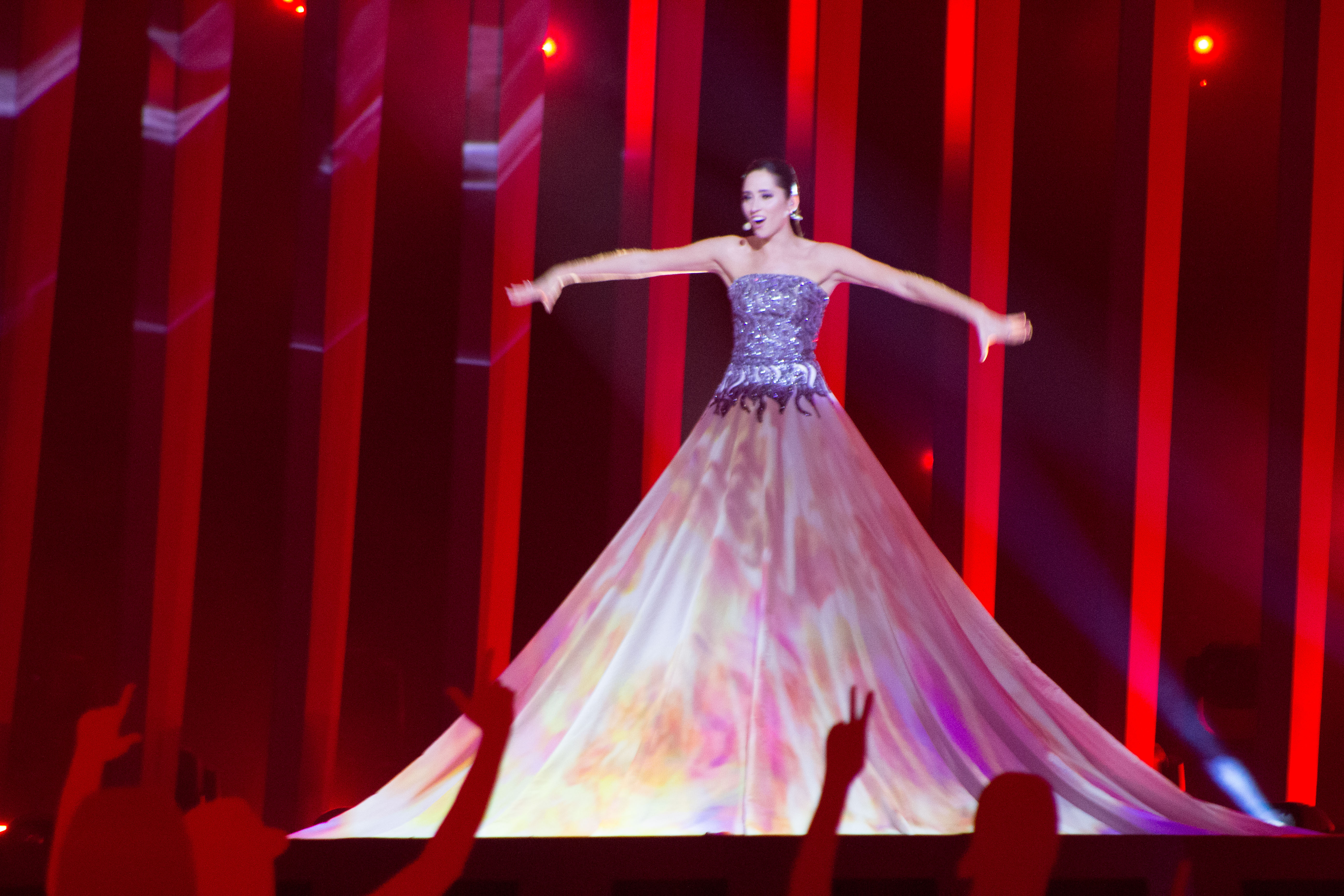
Elina Nechayeva v Lisabonu (2018)
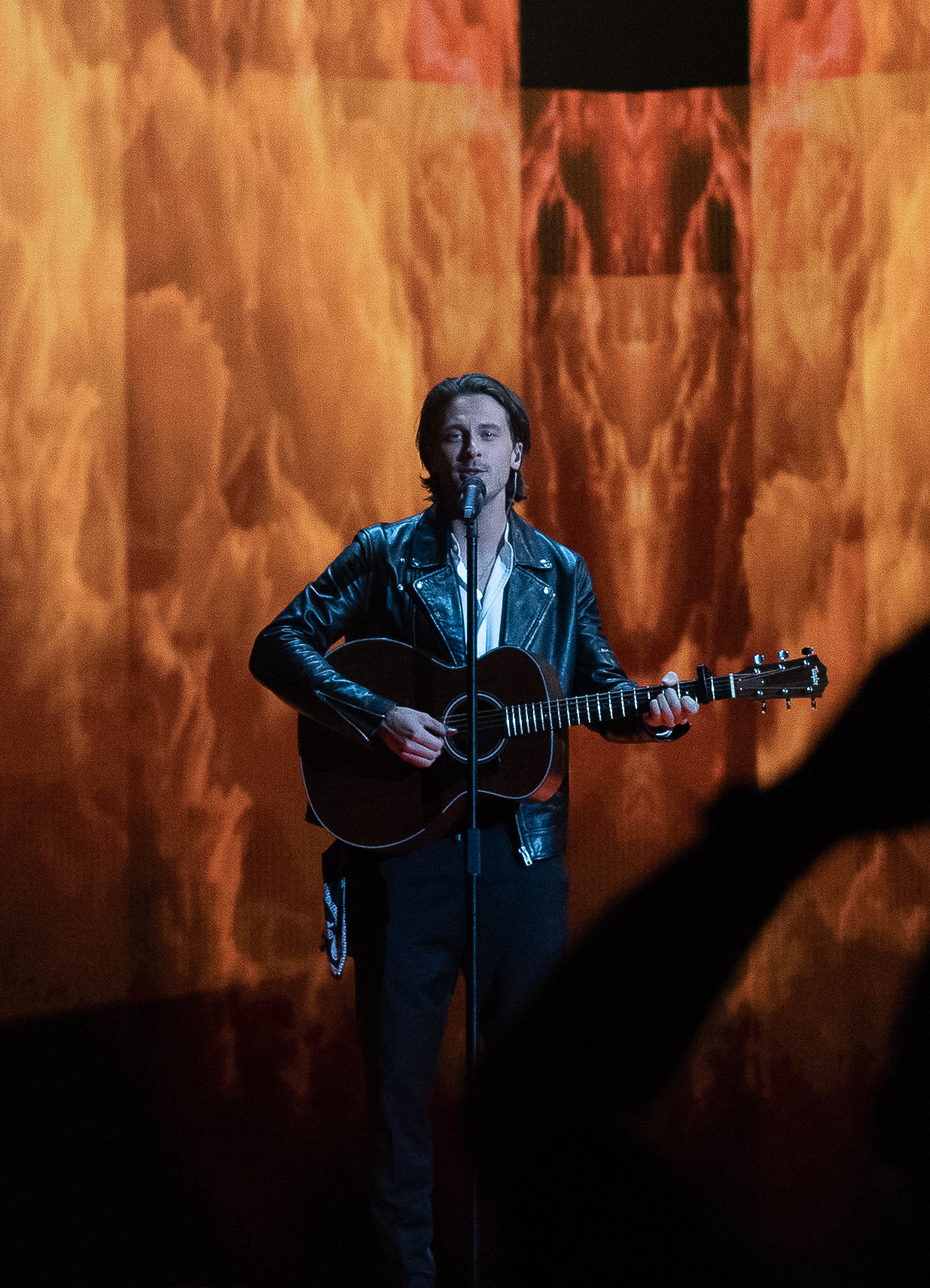
Victor Crone v Tel Avivu (2019)
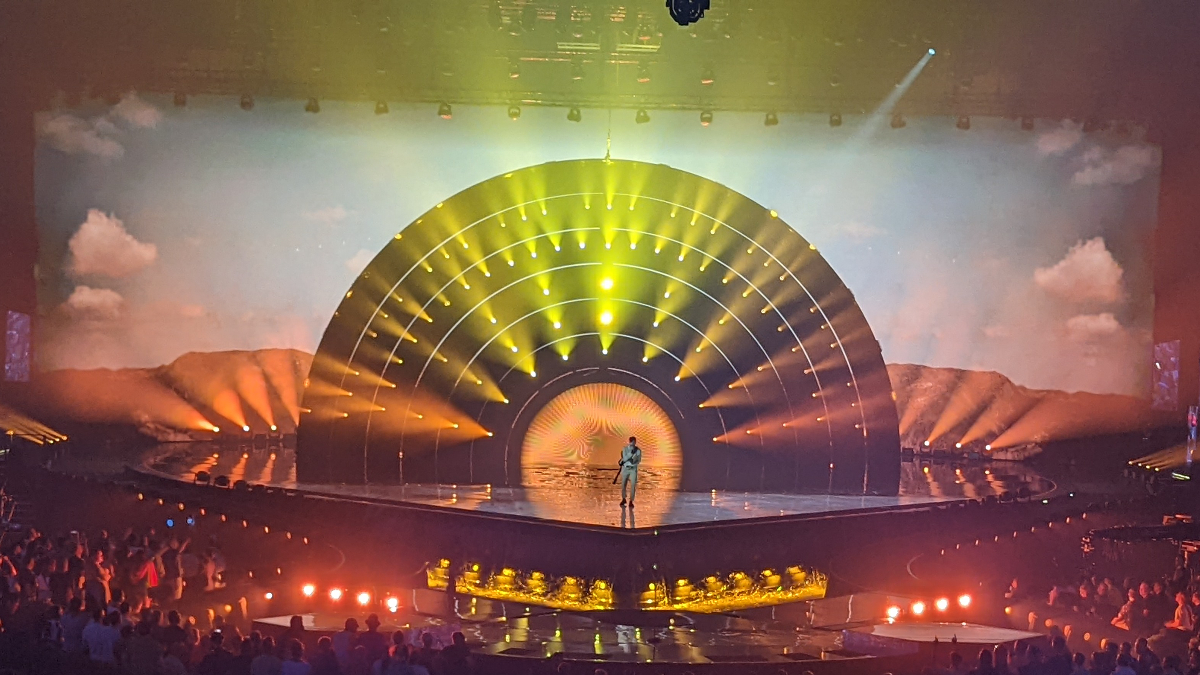
Stefan v Turíně (2022)
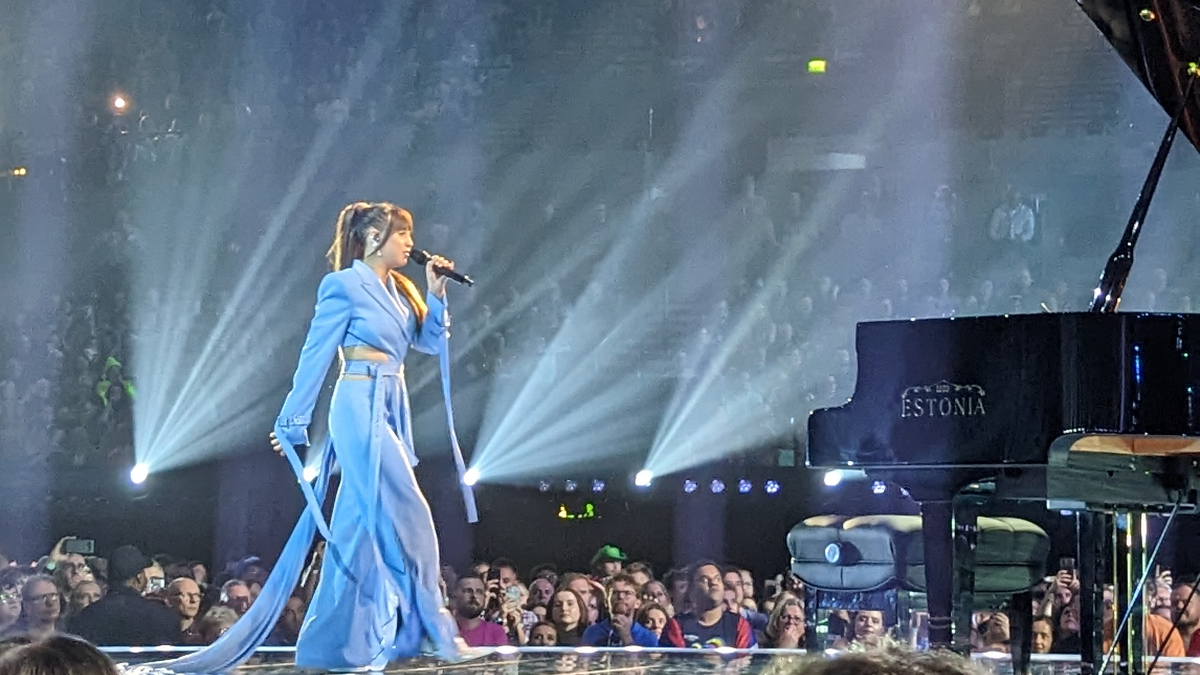
Alika v Liverpoolu (2023)
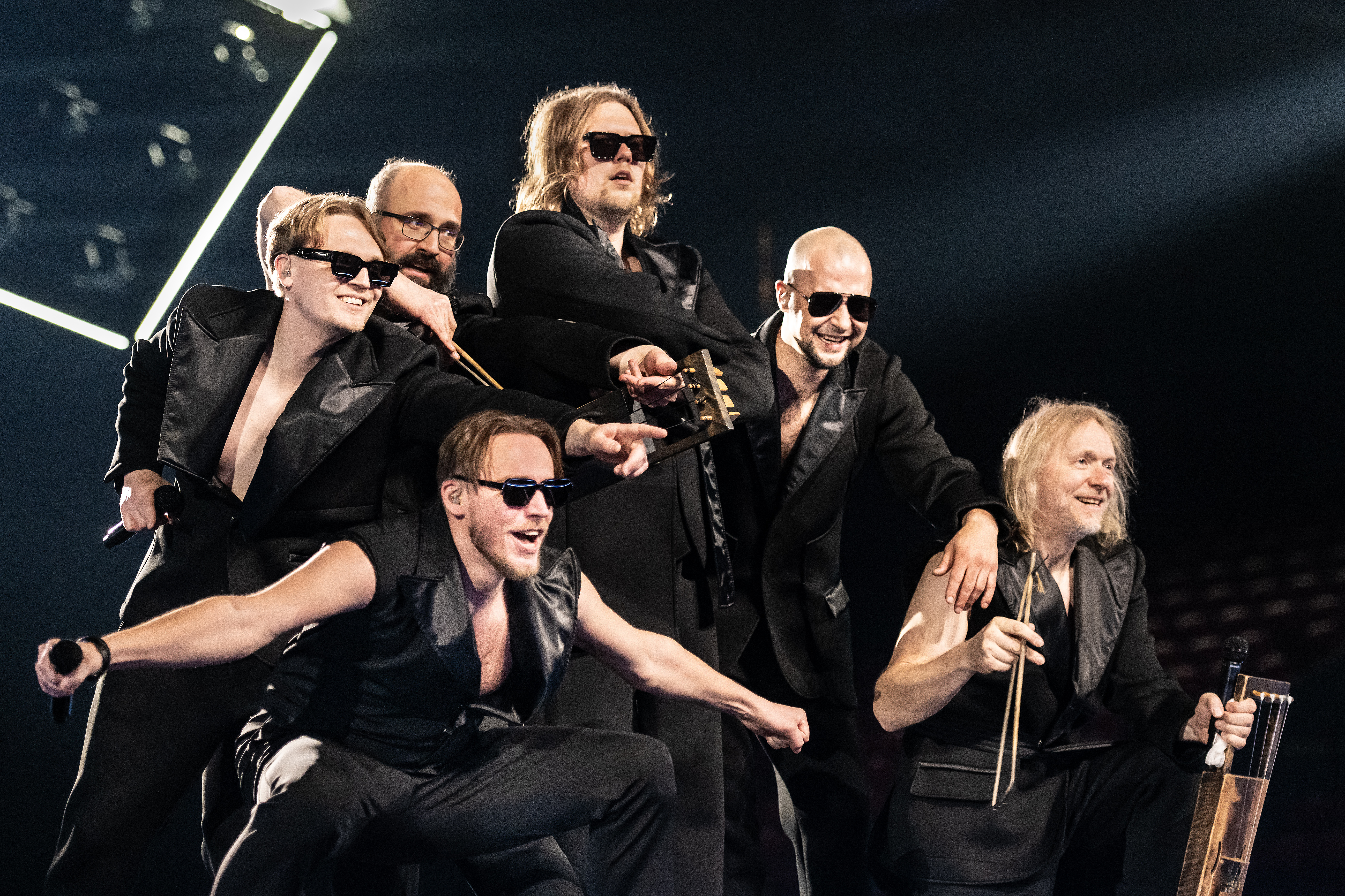
5miinust a Puuluup v Malmö (2024)
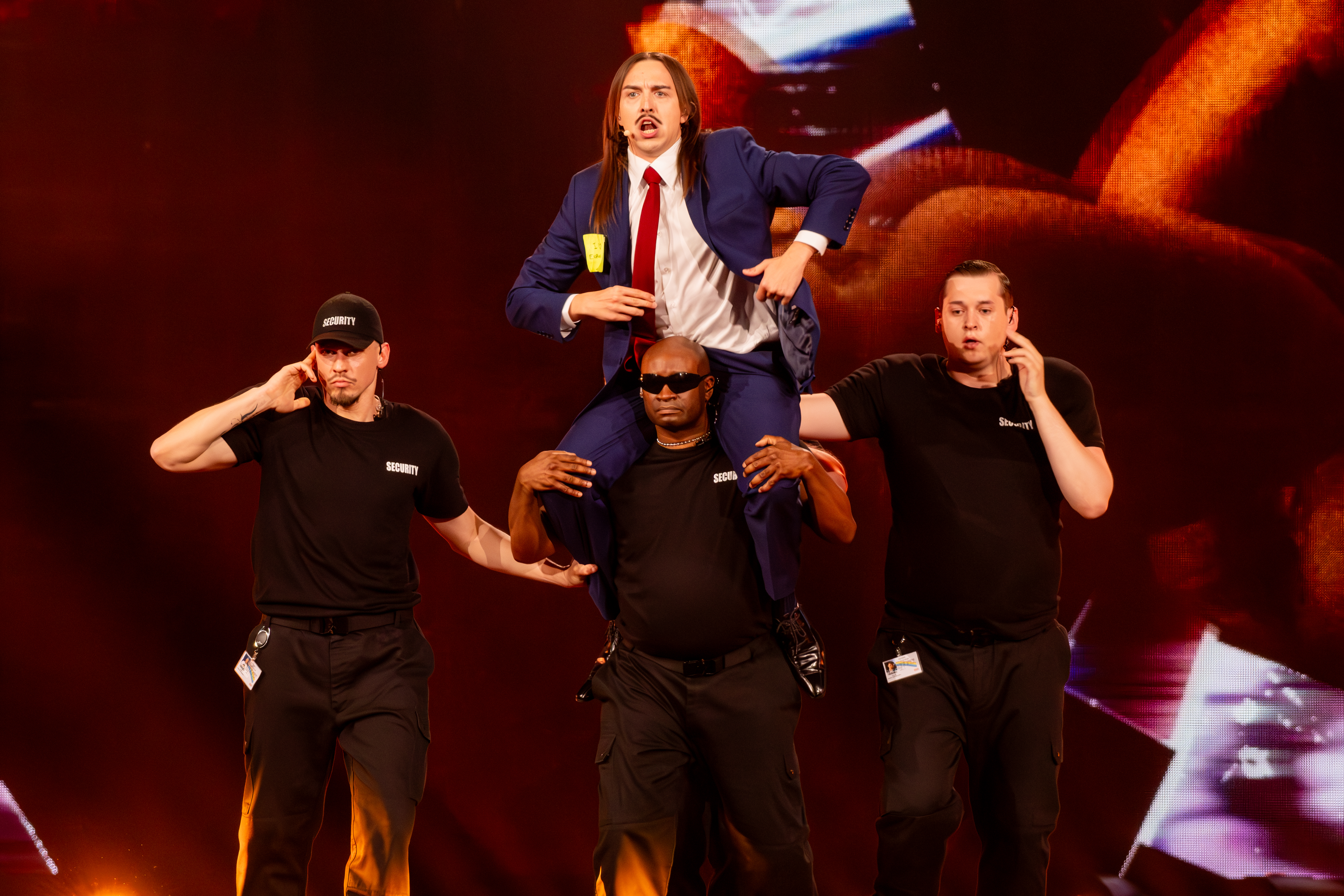
Tommy Cash v Basileji (2025)